# ヴェラ・ゾリーナ
ヴェラ・ゾリーナ（Vera Zorina、1917年1月2日 -　2003年4月9日）は、ドイツ・ベルリン出身のバレエダンサー、女優、振付家である。ジョージ・バランシン振付のミュージカル『オン・ユア・トウズ』がロンドンで上演されたとき、ヒロインを演じて成功をおさめ、サミュエル・ゴールドウィンによってハリウッドに招聘された。
1938年からはブロードウェイでも活動を始め、さらにMGMと7年契約を結んでミュージカル映画に出演し、アメリカ合衆国におけるバレエの普及に大きな役割を果たした。ハリウッドとの契約が切れると、バレエ界への復帰を試みたもののこれは成功しなかった。彼女はオラトリオのナレーターとして新たなキャリアを重ね、サンタフェ・オペラ、ニューヨーク・シティ・オペラ、ノルウェー・オペラのオペラ監督として活動した。バランシンの3番目の妻としても知られる。

## 経歴
本名は「エヴァ・ブリギッタ・ハートヴィッヒ」（Eva Brigitta Hartwig）といい、ベルリンで生まれた。両親はともにノルウェー系で、彼女自身もノルウェー人としての自覚を持っていた。父も母もプロの歌手であったが、彼女が6歳のときに離婚している。
バレエはベルリンで習い始め、エウゲニア・エドゥアルドワおよびグゾフスキー夫妻に師事した。初舞台は1930年で、彼女は13歳であった。マックス・ラインハルト制作の『真夏の夜の夢』の「第1の妖精」役であった。
1933年、16歳のときにロンドンに行き、ニコライ・レガートとオルガ・プレオブラジェンスカに師事した。同じ年にアントン・ドーリンとパートナーを組んでウエスト・エンドの舞台で踊った。この舞台を観たバレエ・リュス・ド・モンテカルロの主宰者ド・バジル大佐が彼女に注目し、入団することになった。
バレエ・リュス・ド・モンテカルロへの入団を機に、「ヴェラ・ゾリーナ」というロシア風の芸名を名乗るようになった。ここでアレキサンドラ・ダニロワの当たり役だった『美しきドナウ』の踊り子役を踊るようになった。
ゾリーナの名を一躍有名にしたのは、1937年の『オン・ユア・トウズ』ロンドン公演であった。彼女はヒロインの気難しいロシアのバレリーナ、ヴェラ・バルノワ役で出演し、その美貌とダイナミックで華麗な踊りで注目を集めた。ハリウッドの大プロデューサー、サミュエル・ゴールドウィンも彼女に注目した1人だった。ゴールドウィンは彼女と7年契約を結び、ハリウッドに招聘した。
実のところ、ゴールドウィンは『オン・ユア・トウズ』での絶賛を聞いて、慣例となっていたスクリーン・テストを省略して契約を決めていた。スクリーン・テストの省略はゴールドウィンを次第に不安にさせ、ロンドンに向けて「私ノ買ッタ商品（注：ゾリーナを指す）ノ写真送レ」と電報を打つほどであった。ラッシュ写真が数枚到着すると、その美貌にゴールドウィンは魅せられ、原作ではダンスのシーンのみの登場だったゾリーナの出番を増やすことにした。
ゾリーナが主演した最初の映画が『ゴールドウィン・フォリーズ』（1938年）である。テクニカラーで製作されたこの映画で、振付を担当したのがバランシンであった。バランシンは「水の精のバレエ」をヴァーノン・デュークの音楽で振り付けた。
「水の精のバレエ」の出来栄えはゴールドウィンを大いに満足させ、生涯にわたってこの作品を「映画の中のバレエの最高傑作」として賞賛を惜しまなかった。さらにゴールドウィンはゾリーナについて「映画史上重要な経歴を持つ最初のクラシック・ダンサーになるだろう」と推測している。
『ゴールドウィン・フォリーズ』の撮影中に、バランシンはゾリーナに激しく恋するようになった。彼は何度ものプロポーズを重ね、ようやく彼女の承諾を得た。2人が結婚したのは、1938年のクリスマス・イブのことであった（1937年という異説あり）。
各紙のコラムニストたちはゾリーナと多数のセレブリティたち（特にダグラス・フェアバンクス・ジュニア）とのゴシップを盛んに報道していたため、2人の結婚は意外なものとして受け取られた。当時のバランシンは売れっ子の振付家だったものの、スターとしての格はゾリーナの方が遥かに上であった。

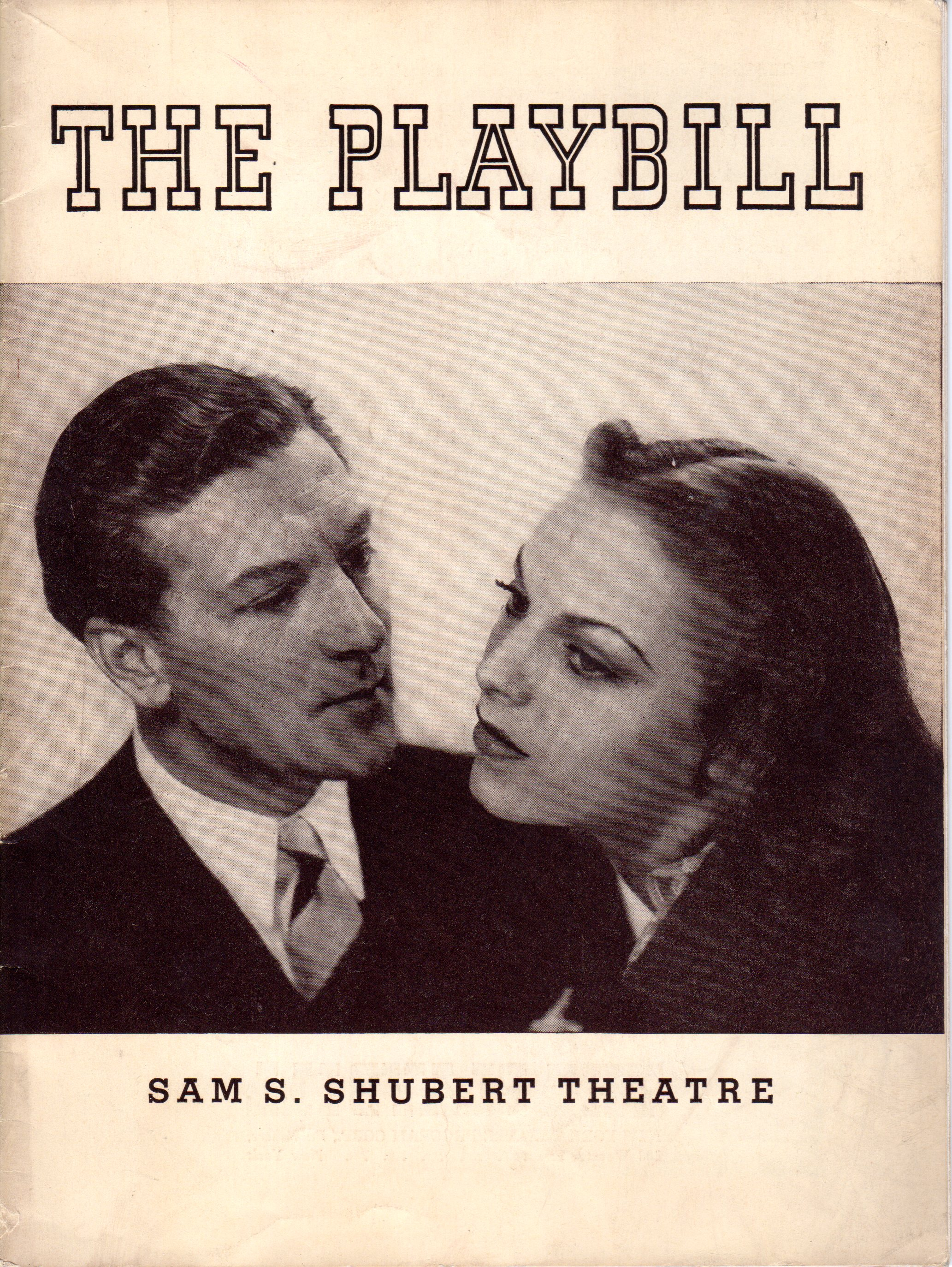
『私は天使と結婚した』の宣伝ビラ（1938年）

ゾリーナは映画とブロードウェイの双方で活躍し、『オン・ユア・トウズ』の映画版（1939年）や舞台『私は天使と結婚した』（1938年）、『ルイジアナ・パーチェス』（1940年）ではバランシンが振付を担当した。しかしゾリーナの人気は下落していて、MGMとの7年契約が切れると再契約に至ることはなかった。彼女はバレエ界への復帰を図ってバレエ・シアターに客演したが、評判は必ずしもよいものではなかった。
この時期にバランシンも映画やブロードウェイのショービジネスの世界からバレエ界に戻っていたが、彼のゾリーナに対する愛情も冷めていた。実のところ、結婚直後からバランシンはゾリーナの愛情を手中にしていないように感じ取っていた。7年間の結婚生活で、2人は何か事があるとすぐに別居し、バランシンがゾリーナに何度もやり直しを懇願するのが常態になっていた。
2人は1946年に離婚することになったが、当時のバランシンは精神分析医のカウンセリングを受けるほどの状態にまで追い詰められていた。ただしこの時期のバランシンのどん底の精神状態は、必ずしも不幸な結婚生活のせいだけではなかった。ブロードウェイで手掛けたいくつかの失敗作や、自分の振付作品にケチをつけて勝手に改悪するような無礼なプロデューサーと関わらざるを得なかったことにも原因があった。
離婚後のゾリーナは、演劇的なオラトリオのナレーターとしてのキャリアを重ねた。アルチュール・オネゲルの『火刑台のジャンヌ・ダルク』（1948年）、イーゴリ・ストラヴィンスキーの『ペルセフォネ』（1955年）などで成功を収めた。後にはサンタフェ・オペラ、ニューヨーク・シティ・オペラ、ノルウェー・オペラのオペラ監督を歴任した。1986年、自伝『ゾリーナ』（Zorina）をニューヨークで刊行した。2003年4月9日、サンタフェで死去。

## 人物と私生活
ゾリーナは長く豊かなブロンドヘアに灰色の瞳、卵型の顔の輪郭に頬骨の高い顔立ちという容貌だった。すらりとした長身で四肢は長く、服装の好みも洗練されていて、頭の回転も速かった。『オン・ユア・トウズ』で成功を収めていた時の彼女について、『バランシン伝』の著者、バーナード・テイパーは「世界一美しい女性のひとり」と称賛している。
バランシンとの離婚後、ゾリーナはコロンビア・レコードの社長ゴダード・リーバーソン（en:Goddard Lieberson)と結婚し、結婚生活はリーバーソンが1977年に他界するまで続いた。ゾリーナはリーバーソンとの間に2人の息子をもうけた。息子のピーター・リーバーソン（en:Peter Lieberson）は、作曲家として有名になった。
リーバーソンの他界後、1991年にハープ奏者のポール・ウルフと結婚した。2人はゾリーナが死去するまで、結婚生活を全うした。

## 主要作品

### バレエ
- 『サーカス・ポルカ』イーゴリ・ストラヴィンスキー音楽、ジョージ・バランシン振付（1942年）[注釈 2][13][14]

### ミュージカル
- 『オン・ユア・トウズ』リチャード・ロジャース音楽、ジョージ・バランシン振付（1937年）[15][2]

### 映画
- 『ゴールドウィン・フォリーズ』（1938年）[2][3][11]
- 『私は女詐欺師だった』（1940年）[2]
- 『スター・スパングルド・リズム』（1942年）[2]

### オラトリオ
- 『火刑台のジャンヌ・ダルク』（1948年）[2]
- 『ペルセフォネ』（1955年）[2]